# An Trạch A
An Trạch A là một xã thuộc huyện Đông Hải, tỉnh Bạc Liêu, Việt Nam.

## Địa lý
Xã An Trạch A nằm ở phía tây huyện Đông Hải, có vị trí địa lý:
- Phía đông giáp xã Long Điền và xã Long Điền Tây
- Phía tây giáp xã An Trạch
- Phía nam giáp xã An Phúc
- Phía bắc giáp thị xã Giá Rai.

Xã An Trạch A có diện tích 51,01 km², dân số năm 2022 là 12.932 người, mật độ dân số đạt 253 người/km².

## Hành chính
Xã An Trạch A được chia thành 8 ấp: 1, 2, Ba Mến, Ba Mến A, Quyết Chiến, Quyết Thắng, Thành Thưởng B, Thành Thưởng C.

## Lịch sử
Ngày 1 tháng 8 năm 2008, Chính phủ ban hành Nghị định số 85/2008/NĐ-CP về việc thành lập xã An Trạch A trên cơ sở điều chỉnh 4.807,48 ha diện tích tự nhiên và 11.238 nhân khẩu của xã An Trạch.